# マスターピース

ケネス・クラークは著書『名画とは何か』（What is a Masterpiece?）でディエゴ・ベラスケスの《ラス・メニーナス》を取り上げた。この絵は「傑作」と名高く、1985年には『イラストレイテド・ロンドン・ニュース』の投票で、「世界最高の絵画」に選ばれている。

マスターピース（英: masterpiece、仏: chef d'œuvre、ドイツ語: Meisterwerk）とは、傑作、名作などを意味する語で、マスターワークともいう。歴史的には、ギルドやアカデミーの会員資格を得るための、非常に高い水準を持った作品を指した。

## 語源
マスターピースという語は、オランダ語の「meesterstuk」あるいはドイツ語の「meisterstück」に由来する可能性が高い。英語またはスコットランド語において「masterstik」という語の形が最初に記録されているのは、1579年のアバディーンのギルドの規則の中である。一方、「masterpiece」という語の形が初めて見出せるのは、1605年のベン・ジョンソンの劇の中であり、この時すでにギルドとは関連のない文脈で用いられている。英語においては、「Masterprize」という語も初期のバリエーションとして見出せる。
英語において、「マスターピース」という語は、様々な状況で並外れて良い創造的な作品を指す言葉として急速に浸透し、「使われ始めた頃には、神や自然の『マスターピース』としての人間を指す用例がしばしば見られた」。

## 歴史

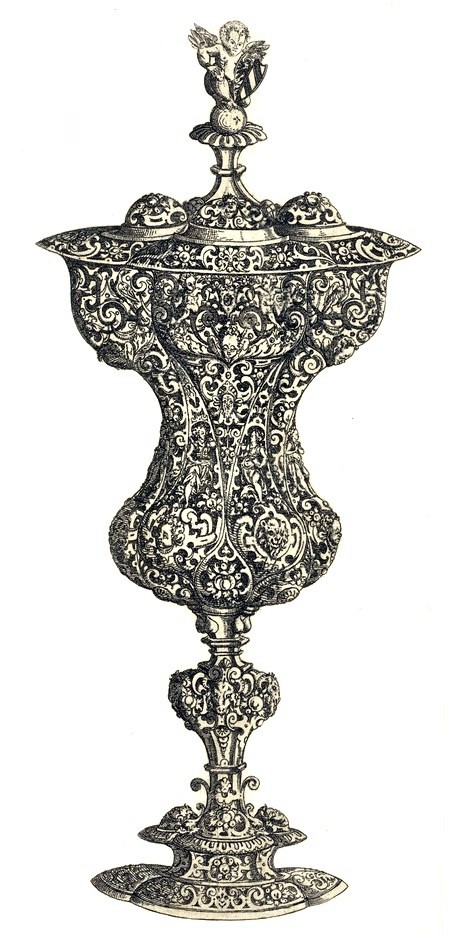
花型のゴブレットのデザイン図（ :en:Georg Wechter作、1579年）

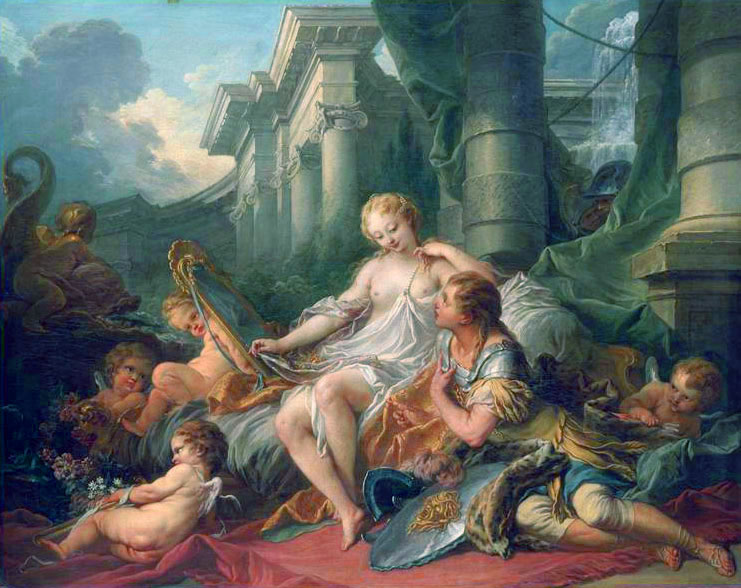
フランソワ・ブーシェの《リナルドとアルミーダ》。1734年、パリの王立絵画彫刻アカデミー に入るために制作されたレセプション・ピース。

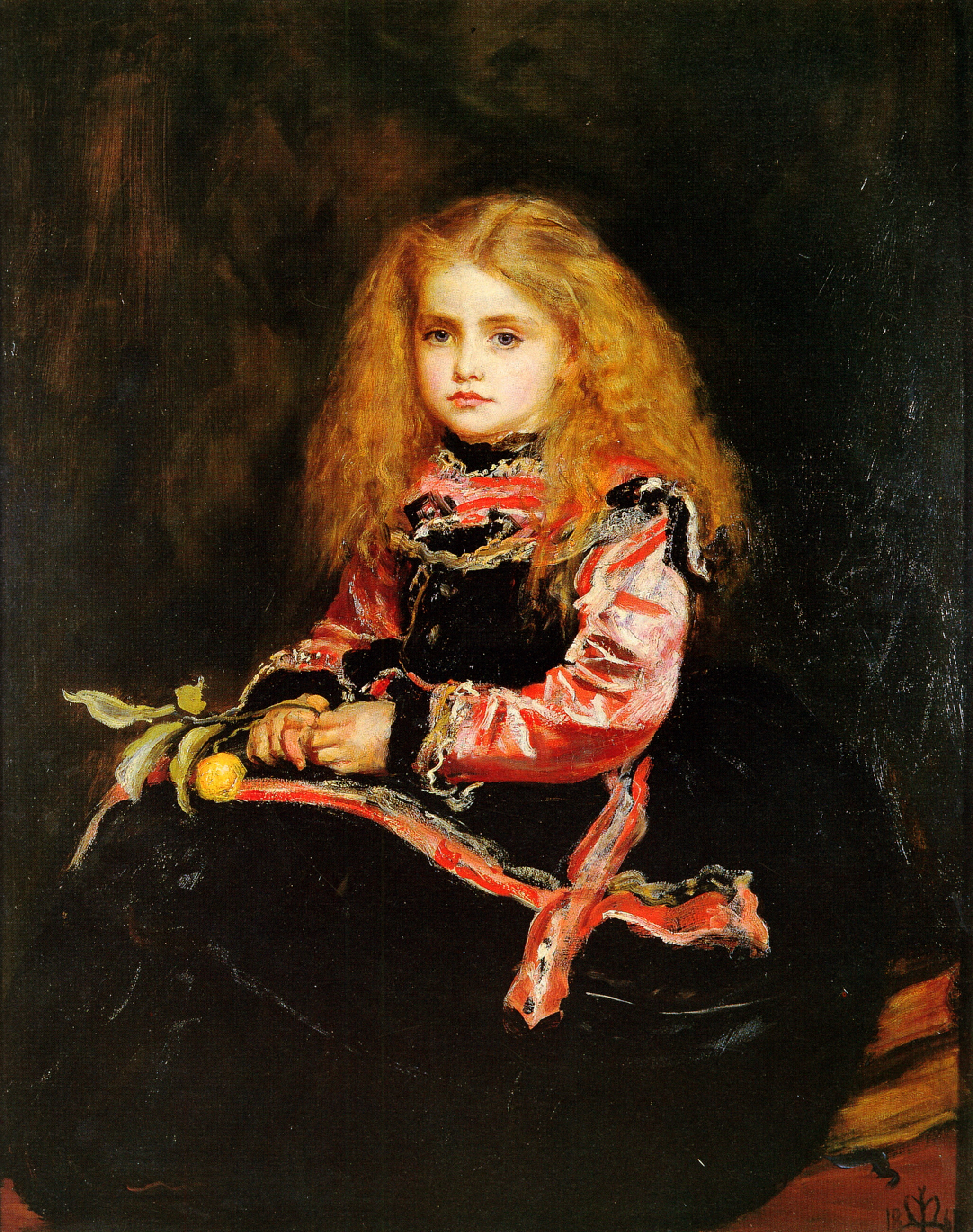
ジョン・エヴァレット・ミレイのディプロマ・ワーク《ベラスケスの思い出》1868年

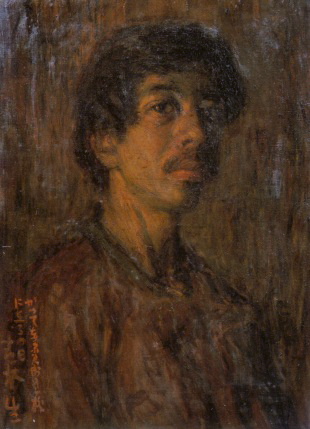
青木繁の卒業制作《自画像》1904年、東京藝術大学大学美術館蔵

本来、「マスターピース」という語は、ヨーロッパでかつて行われていたギルド制度において、親方になるために徒弟や職人が製作した作品を指した。ギルドの会員としてふさわしい力量を持っているかどうかは、ある程度はマスターピースによって審査され、それが認められれば、その作品はギルドに保管された。それゆえに、菓子製造、絵画、金細工、刃物鍛冶工など、その他どんな手工業者においても、素晴らしい作品を製作することに多大な注意が払われた。
一例として、1600年代のロンドンの金細工師カンパニー（英語: Worshipful Company of Goldsmiths）では、ゴールドスミスホールの「仕事場（workhouse）」において、カンパニーの監督下でマスターピースを製作するよう、徒弟たちに課していた。この仕事場は、カンパニーが金細工技術のレベル低下を懸念するようになった結果、水準を維持する目的で設置されたものだった。1607年、金細工師カンパニーの幹事たちは次にように訴えた。「金細工の技と神秘に対する真の修練は、大いなる腐敗に至らんとするのみでなく、四方八方へ霧散してしまった。故に今や、多くの、あるいは幾人かの手助けなしに、一枚の金属板からあらゆる装飾やその部品を完璧に仕上げられる職人はほとんどいない……」。カンパニーは依然としてマスターピースの製作を課していたが、最早その監督下で製作されてはいなかったのだ。
ドイツのニュルンベルクでは、1531年から1572年にかけて、親方になりたい徒弟には、ギルドへの入会を承認される前に、花型のゴブレット（コロンバイン・カップ（英語: Columbine cup））、鋼鉄製の印鑑の金型、宝石のついた金の指輪の製作が課されていた。ギルドへの入会が承認されなかった場合、他の金細工師の元で働くことはできたが、親方として働くことはできなかった。ギルドによっては、ギルドの会員権を完全に得るまで結婚が許されない場合もあった。
マスターピースを制作する慣行は、近代の芸術アカデミーでも受け継がれている例があり、今日では一般にそのような作品をレセプション・ピースと呼んでいる。ロンドンのロイヤル・アカデミー・オブ・アーツでは「ディプロマ・ワーク（英: diploma work）」と呼び、会員権の条件として受け取ったディプロマ・ワークの素晴らしいコレクションを獲得している。東京芸術大学では、卒業制作に自画像を描く伝統があり、その自画像は大学が買い上げ、4800点を超えるコレクションとなっている。

## 用法の広がりと現代的な使い方
中世ギルドにおけるマスターピース・マスターワークともに、ウェブスター辞典によると、「工房の親方（マエストロ・巨匠）の地位にふさわしい資質を満たす証として、中世のギルドに提出された作品」とある。用例を遡れば1600年に「尋常ならざる技術で創られた作品」と一般化されたかたちで登場したとあり、後には傑出した作品一般、特に製作者の最高傑作を指す用語として、絵画や工芸品のみならず、文学作品や音楽その他、芸術作品一般に波及したことがうかがえる。
現代においては優れた質を持った作品であれば、工業生産品までも含めてマスターピースと呼ぶようになった。例としてロレックスの腕時計の過去のモデルや、モデルの表現の他、トランスフォーマーの玩具（トランスフォーマー マスターピース）、マックスファクターの化粧品、シュタイフのぬいぐるみ、鉄道模型といった商品のブランド名として採用されている。